# Liasis olivaceus
Liasis olivaceus — вид змій родини пітонових (Pythonidae). Поширений в Індонезії та Австралії. Один із 3(6) видів роду Liasis. Вид занесений до Вашингтонської конвенції (CITES). Описано 2 підвиди.

## Етимологія
Назва виду походить від лат. "oliva", що означає «олива».
Назва на інших мовах: Olive Python (англ.; дослівно «оливковий пітон»); Olive-Python (нім.; дослівно «оливковий пітон»); оливковый питон (рос.).

## Опис
Загальна довжина звичайно не перевищує 2,5 м, деякі, найбільш великі особини можуть досягати 4 м. Тулуб тонкий, масивний та кремезний. Спина й боки можуть бути оливкові або світло-коричневі, з металевим вилиском. Підвиди помітно відрізняються за забарвленням.

## Поширення
Мешкає в Північній Австралії (штати Північна територія, Квінсленд, Західна Австралія). Ареал широкою смугою проходить уздовж узбережжя Індійського океану, Тиморського та Арафурського морів та Карпентарської затоки. На північному заході доходить до мису Північно-Західний, на сході — до східного Квінсленда. На південь проникає до р. Дайамантина.

## Особливості біології
Досить евритопний вид. Населяє різноманітні біотопи від мусонних лісів до саван, а також прибережні рівнини. Віддає перевагу кам'янистим і скелястим місцевостям. Більшу частину часу проводить у воді. Це нічний вид, який буває активним протягом дня навесні та восени. 
Пітон оливковий належить до яйцекладних змій. Самиця у вересні та жовтні відкладає 12—20 великих білих яєць у шкірястій оболонці. Увесь інкубаційний період вона не кидає кладку, що характерно для пітонових. Через 60—70 днів з'являються молоді пітони.
Живиться переважно ссавцями та водними птахами, а також плазунами та земноводними.

## Охорона
Стан більшості природних популяцій виду в межах ареалу залишається більш-менш стабільним. Саме тому він, згідно Червоного списку МСОП, отримав охоронний статус «відносно благополучний вид». Пітон оливковий переважно страждає від неконтрольованої торгівлі домашніми тваринами. Тому вид занесений до Додатку І Вашингтонської конвенції (CITES) (вид перебуває під загрозою зникнення). Пітон трапляється на багатьох природоохоронних територіях та охороняється національним законодавством Австралії як вразливий вид рептилій.

## Систематика
Один із 3(6) видів роду Liasis.
Станом на 2024 рік описано 2 підвиди:
- Liasis olivaceus olivaceus
- Liasis olivaceus barroni